# Pedro Pais de Almeida
Pedro Pais de Almeida é um advogado português e presidente honorário da União Internacional de Advogados. É o atual presidente da FALP - Federação dos Advogados de Língua Portuguesa. É sócio da Abreu Advogados desde 2008.

## Biografia
Formou-se em Direito em 1990 na Universidade Lusíada de Lisboa; em 1991 fez, no Instituto Superior de Gestão de Lisboa, o Curso Geral de Gestão no âmbito de formação executivos já em 1996, na mesma instituição, terminou o curso de Pós Graduação em Fiscalidade. Foi galardoado com a Medalha de Honra da Ordem dos Advogados a 19 de Maio de 2019. A 15 de fevereiro 2019 foi agraciado com uma Medalha da Ordem de Advogados de Barcelona. É Advogado inscrito na Ordem dos Advogados do Brasil - São Paulo desde 2024.  
Conta, também, com uma vasta experiência internacional tendo exercido diversos cargos em organizações internacionais de advogados, incluindo a Presidência da UIA (Novembro 2017 – Novembro 2018), Chairman do Advisory Board da Consulegis (2013-2015). É também membro do “Executive Committee” da “International Section” da New York State Bar Association (NYSBA).  
Na área de Sustentabilidade, destacam-se algumas funções que tem exercido. Internamente como coordenador da Comissão de Sustentabilidade da Abreu Advogados. Externamente, no cargo de Presidente da direção da CAIS – Associação de Solidariedade Social, no cargo de Presidente do Conselho Fiscal do IES – Instituto de Empreendedorismo Social, e como Presidente da Mesa da Assembleia Geral da Crescer a estuDAR – Associação Juvenil.

### União Internacional de Advogados
Em 1995 torna-se membro da União Internacional de Advogados entidade onde exerceu diversas funções como a de vice-presidente da Comissão de Investimentos Estrangeiros no período de 2004 a 2006; presidente da Comissão de Investimentos Estrangeiros entre 2006 e 2011; diretor adjunto das Comissões de 2010 a 2011; director das Comissões no interregno de 2011 a 2015; vice-presidente da UIA  nos anos de 2015 a 2016; em 2009 representou a entidade  na ILAC – International Legal Assistance Consortium e em 2017 torna-se presidente da União Internacional de Advogados.